# Agelasta
Agelasta es un género de escarabajos longicornios de la subfamilia Lamiinae.

## Ejemplares del género

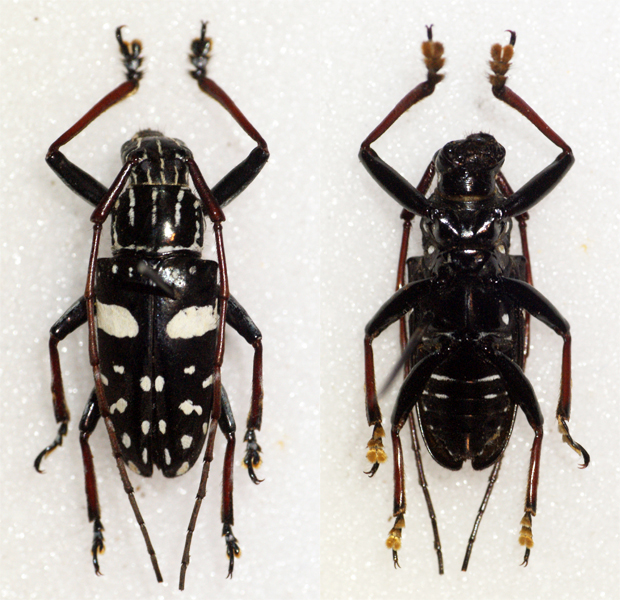
Agelasta albomaculata
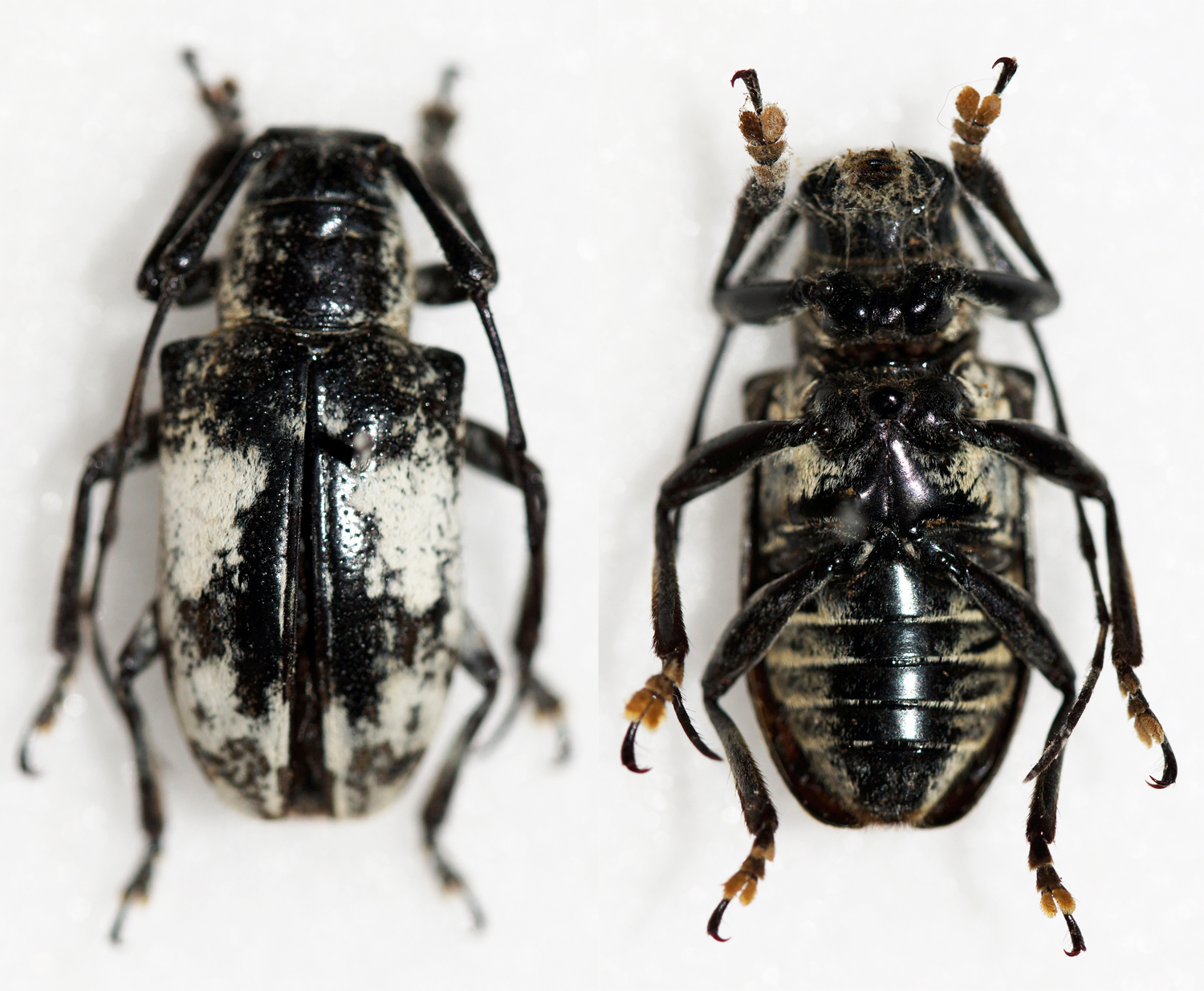
Agelasta albomarmorata
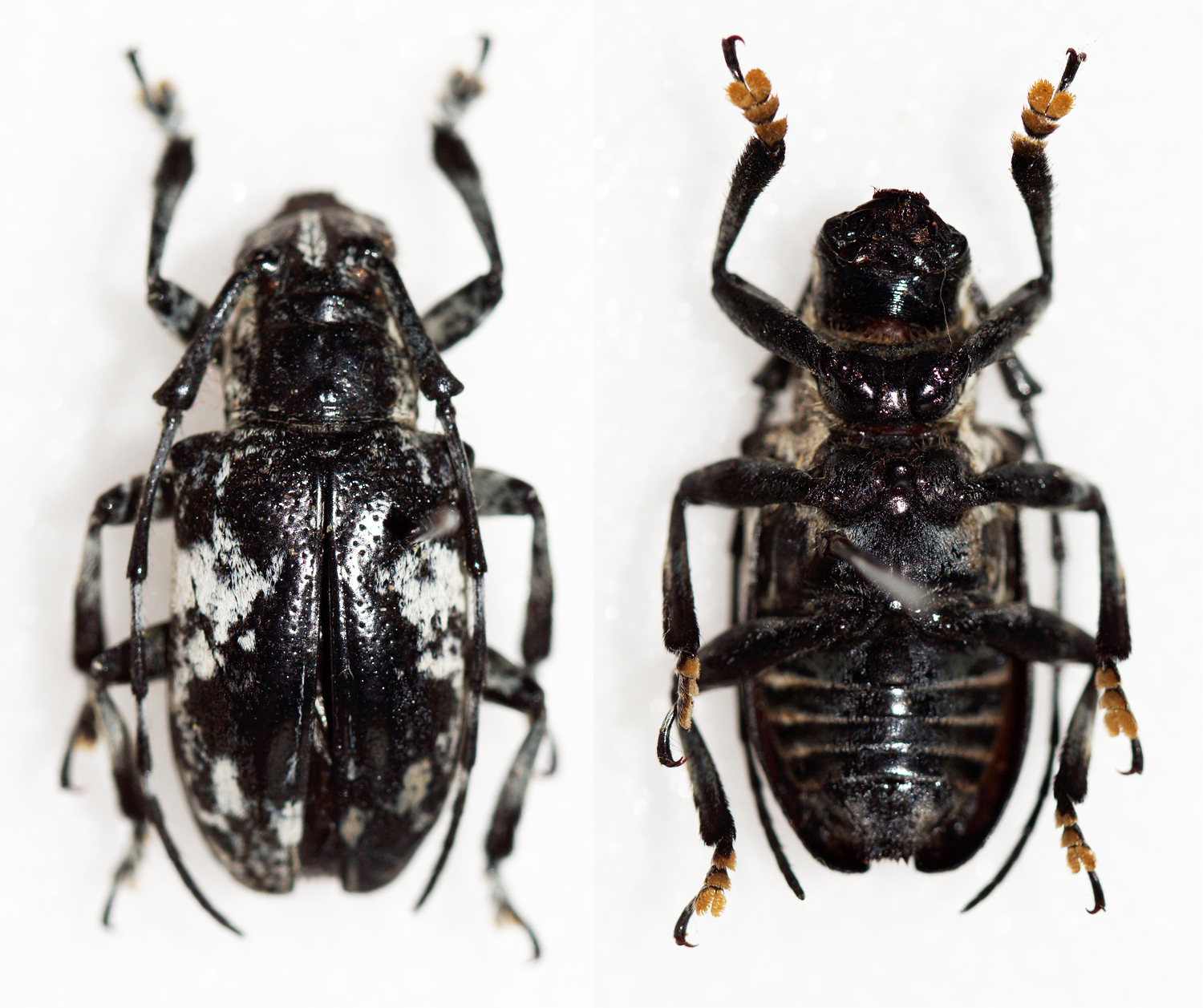
Agelasta imogenae
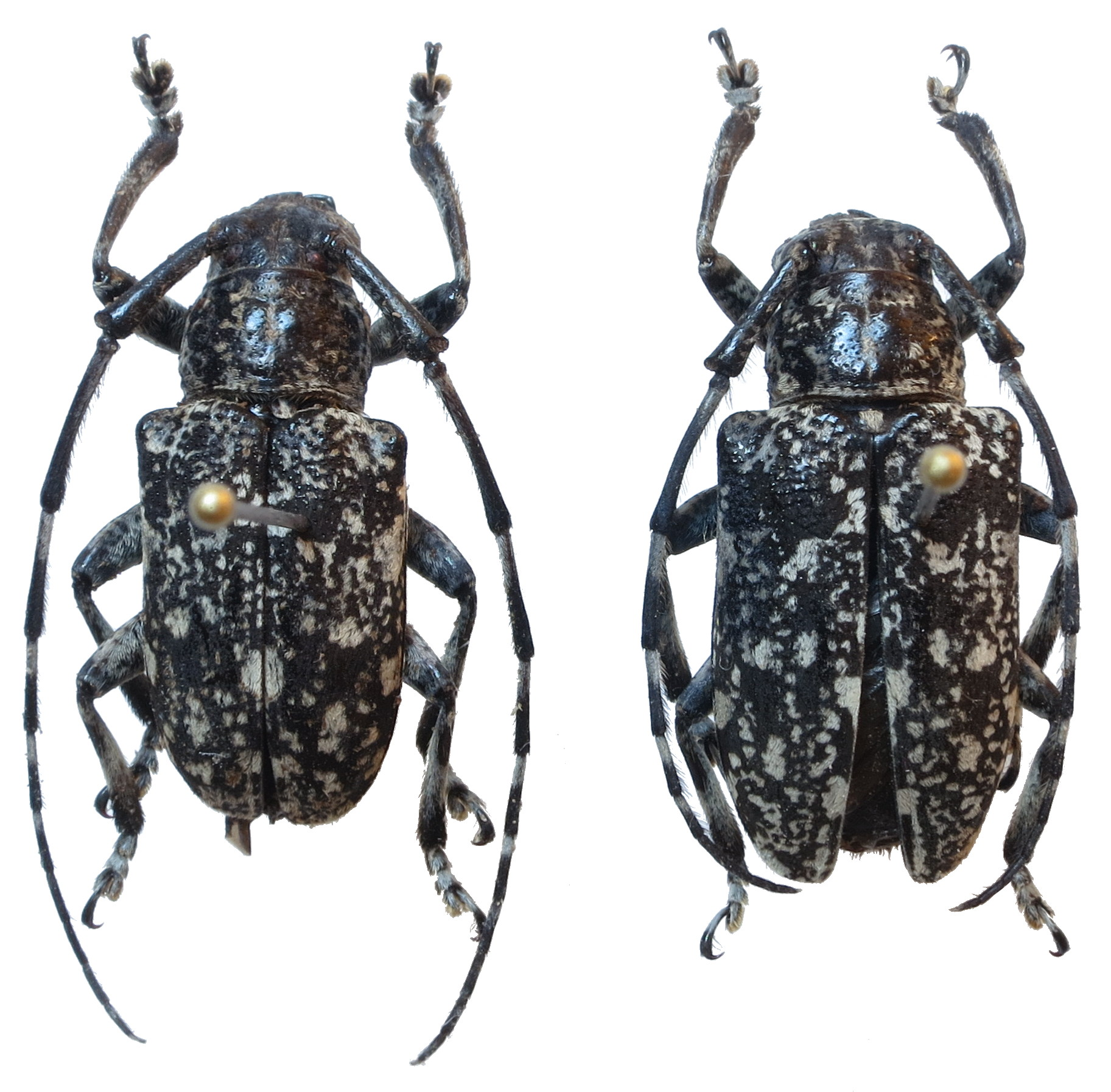
Agelasta lacteospreta
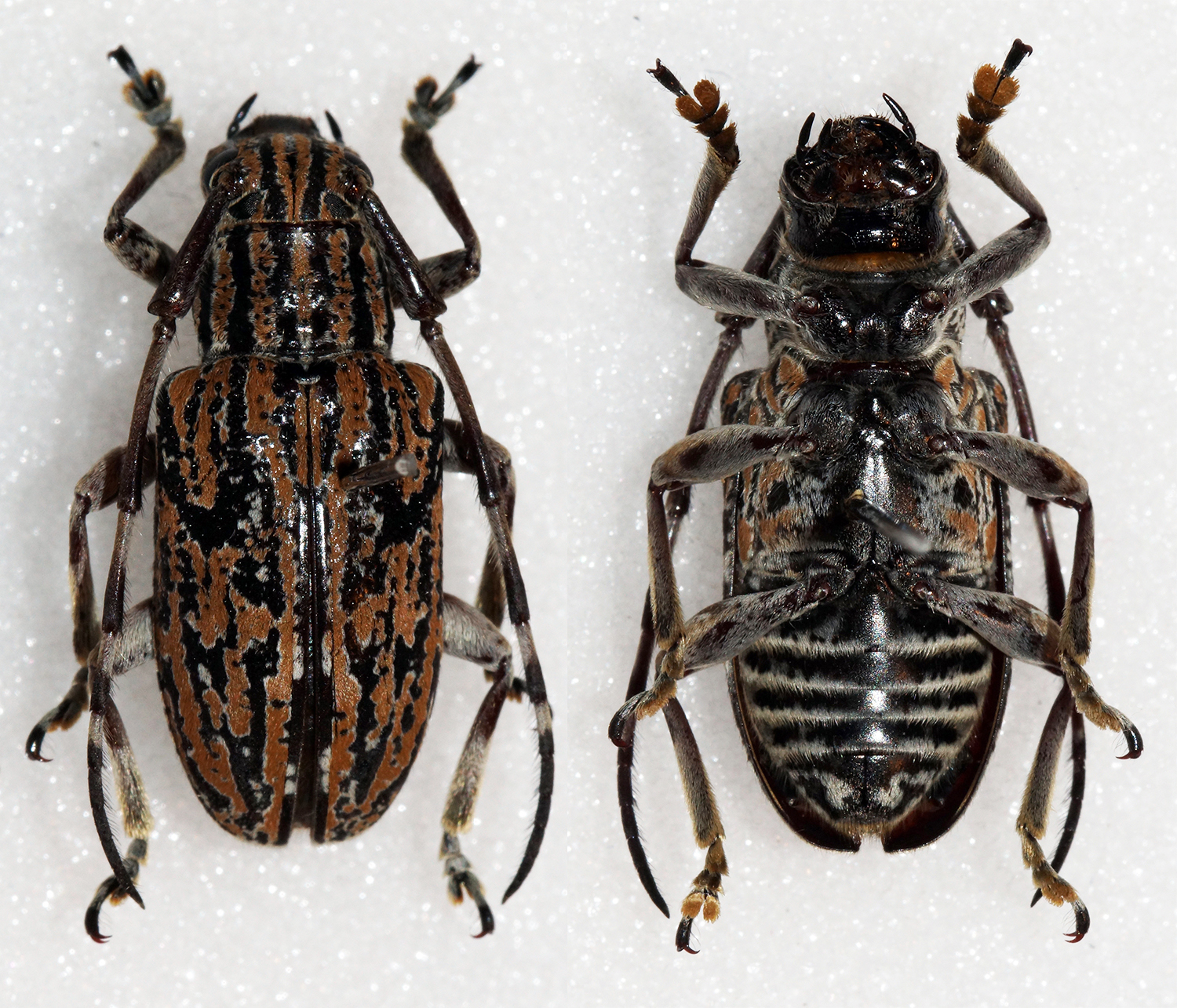
Agelasta lecideosa
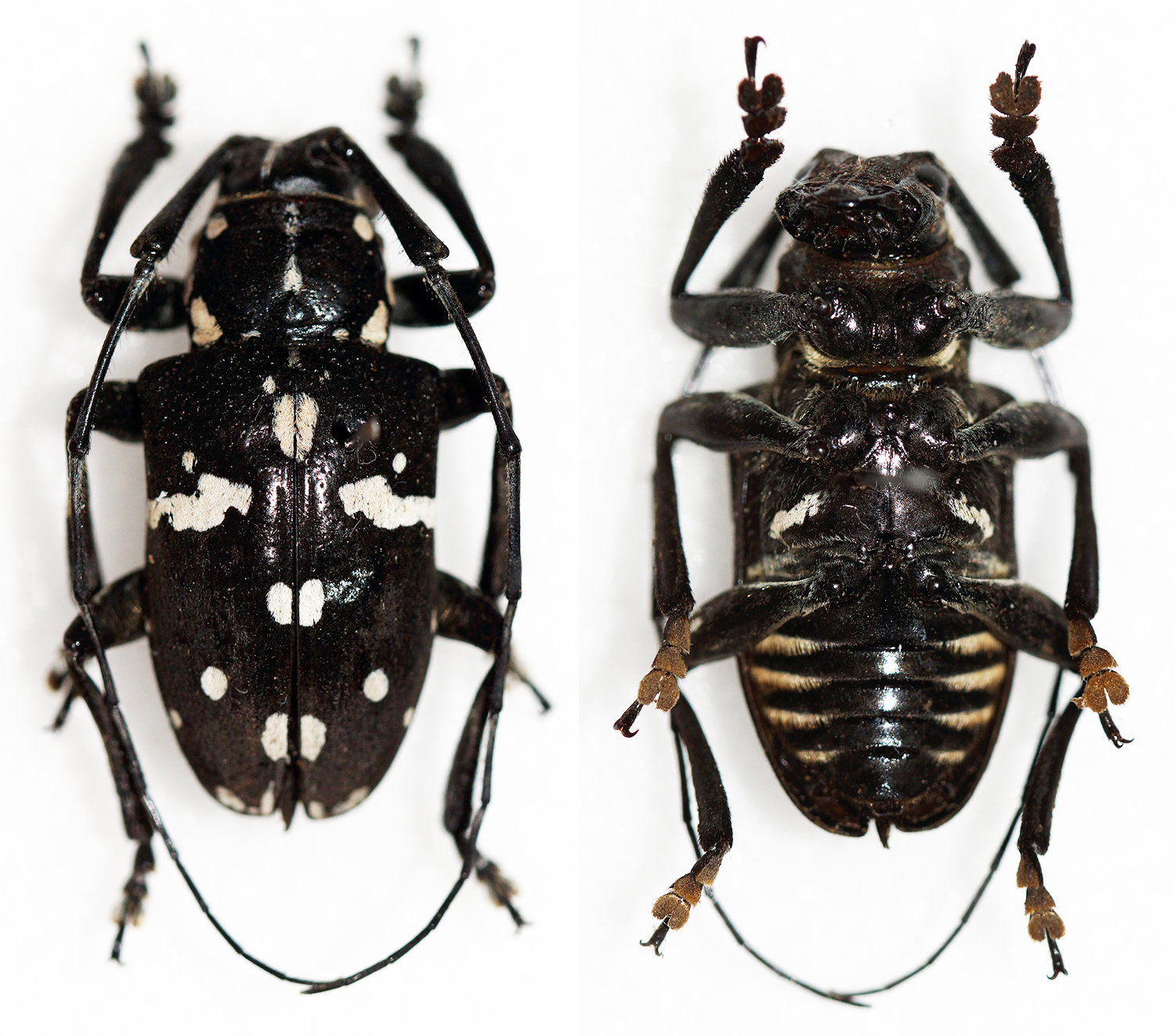
Agelasta lumawigi
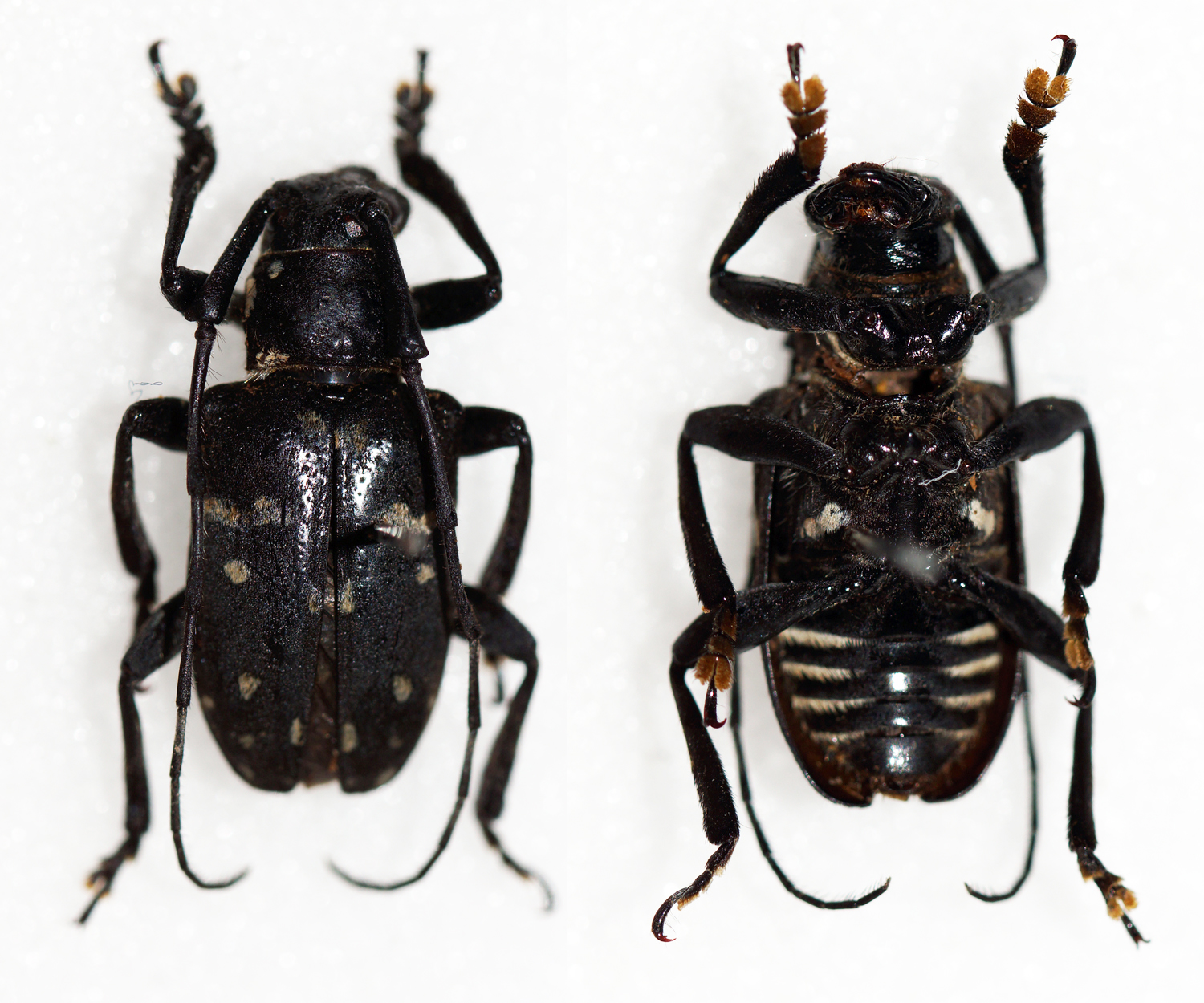
Agelasta mindanaonis
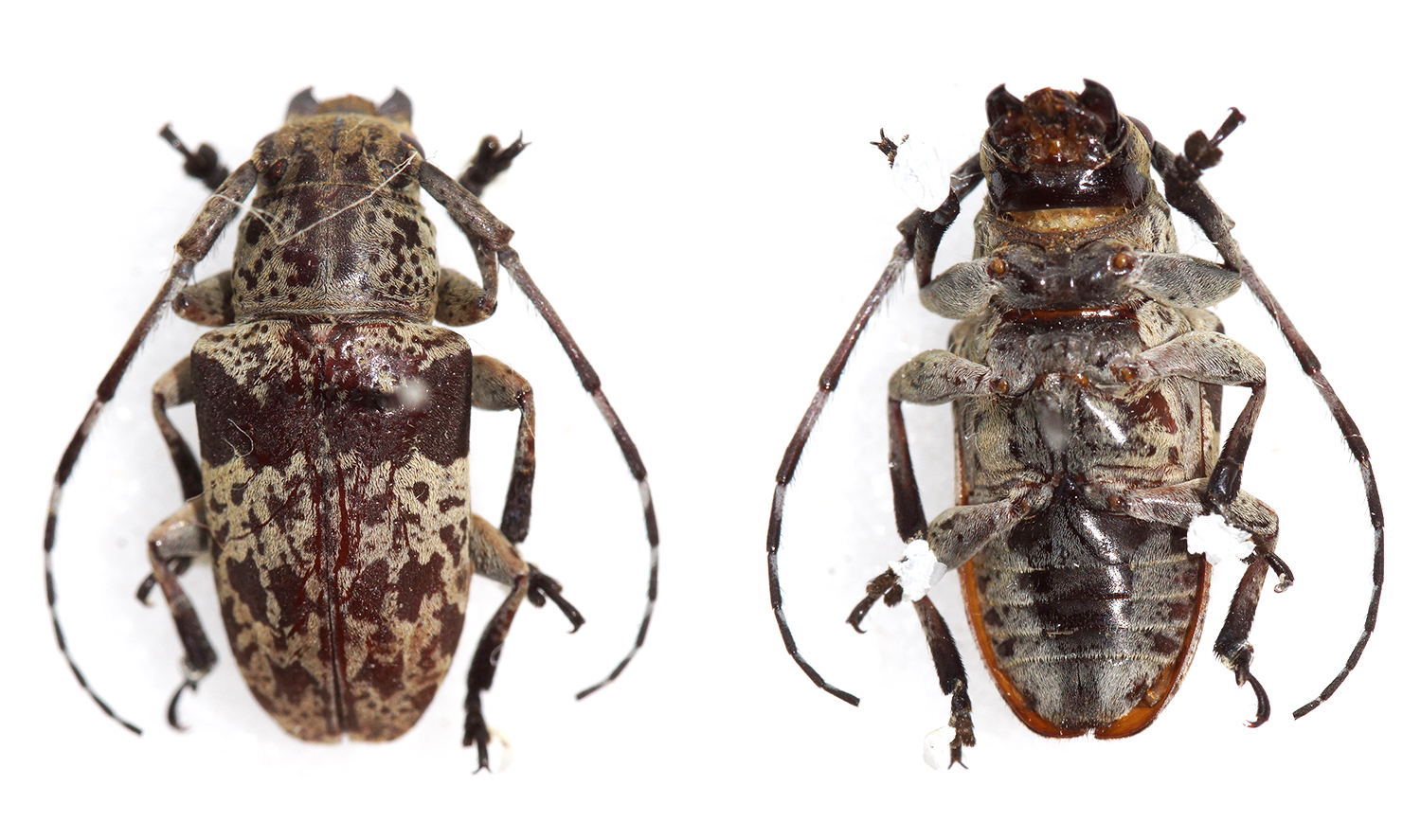
Agelasta tonkinea
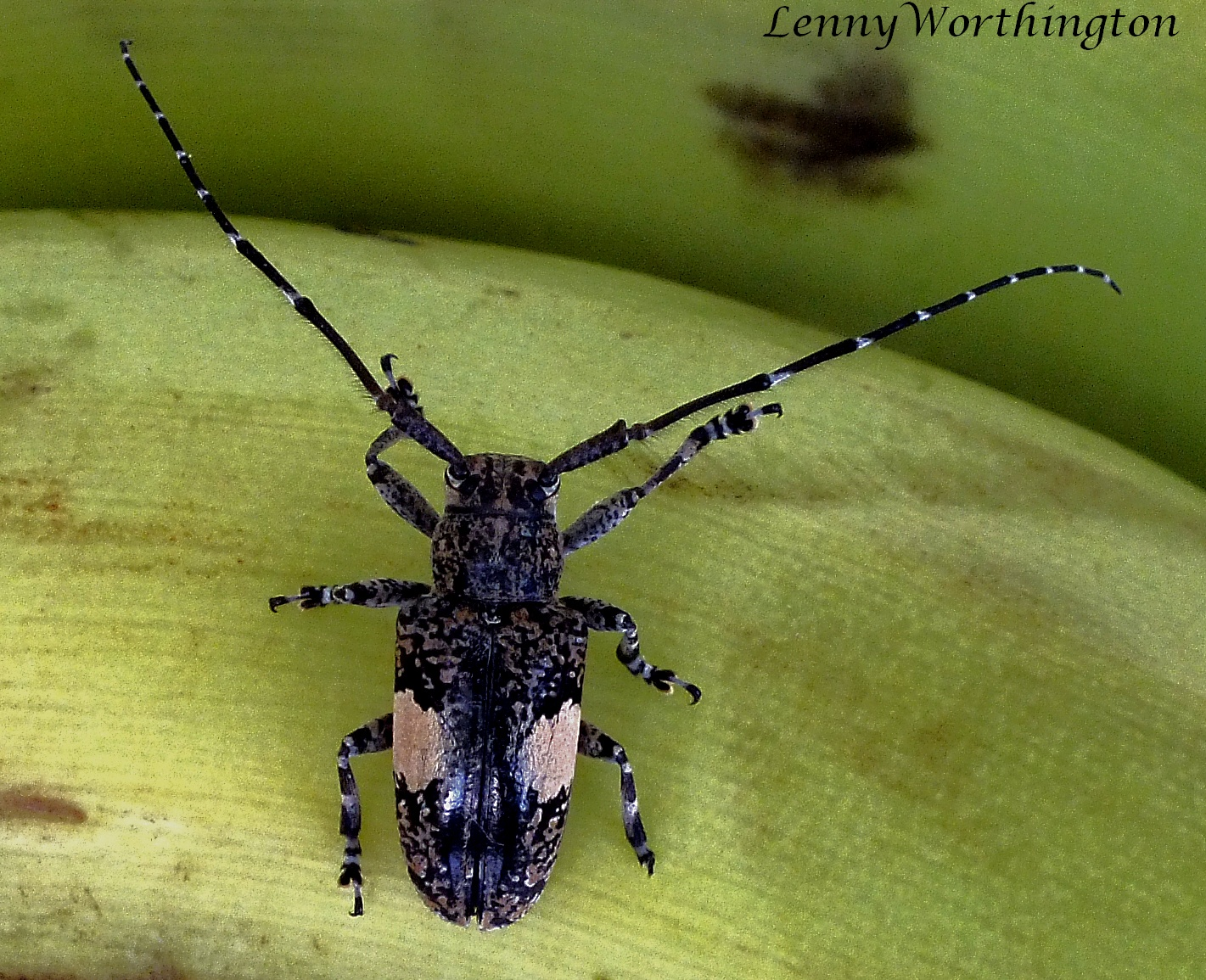
Agelasta bimaculata

## Especies
- Agelasta albomaculata Breuning, 1958
- Agelasta albomarmorata Breuning, 1947
- Agelasta alboplagiata (Breuning, 1935)
- Agelasta albostictica Breuning, 1980
- Agelasta andamanica (Breuning, 1935)
- Agelasta annamana Breuning, 1956
- Agelasta annamensis (Breuning, 1938)
- Agelasta antennata Yamasako & Heffern, 2018
- Agelasta balteata Pascoe, 1866
- Agelasta balteoides Breuning, 1961
- Agelasta basimaculata Heller, 1934
- Agelasta basimaculatoides Breuning, 1980
- Agelasta basispreta Heller, 1923
- Agelasta bifasciana White, 1858
- Agelasta bimaculata Breuning, 1938
- Agelasta birmanensis (Breuning, 1935)
- Agelasta birmanica (Breuning, 1935)
- Agelasta cameroni Breuning, 1978
- Agelasta cana Breuning, 1939
- Agelasta catenata Pascoe, 1862
- Agelasta catenoides Yamasako & N. Ohbayashi, 2012
- Agelasta columba (Pascoe, 1859)
- Agelasta cristata Breuning, 1938
- Agelasta dayremi Breuning, 1938
- Agelasta densemarmorata Breuning, 1968
- Agelasta elongata Breuning, 1965
- Agelasta estrellae Hüdepohl, 1985
- Agelasta fallaciosa Breuning, 1938
- Agelasta gardneri (Breuning, 1938)
- Agelasta glabrofasciata (Pic, 1917)
- Agelasta griseonotata Pic, 1944
- Agelasta helii Yamasako & Liu, 2017
- Agelasta hirsuta Breuning, 1939
- Agelasta hirticornis (Gressitt, 1936)
- Agelasta humeralis (Gahan, 1894)
- Agelasta humerata Breuning, 1939
- Agelasta illecideosa (Breuning, 1967)
- Agelasta imogenae Hüdepohl, 1985
- Agelasta isthmicola Heller, 1923
- Agelasta konoi (Hayashi, 1956)
- Agelasta konoi amamiana (Hayashi, 1962)
- Agelasta konoi kamezawai (Fujita, 2023)
- Agelasta konoi kumejimana (Kusama & Takakuwa, 1984)
- Agelasta konoi okinawana (Hayashi, 1960)
- Agelasta konoi okinoerabuensis (Ohbayashi, 1959)
- Agelasta kumei (Takakuwa, 1991)
- Agelasta lacteostictica Breuning, 1960
- Agelasta lacteospreta Heller, 1923
- Agelasta laosensis (Pic, 1925)
- Agelasta latefasciata Breuning, 1939
- Agelasta lecideosa (Pascoe, 1865)
- Agelasta luzonica Breuning, 1938
- Agelasta marionae Hüdepohl, 1985
- Agelasta marmorata (Pic, 1927)
- Agelasta mediofasciata Heller, 1913
- Agelasta milagrosae Hüdepohl, 1985
- Agelasta mindanaonis Breuning, 1936
- Agelasta mixta Gahan, 1894
- Agelasta mouhotii Pascoe, 1862
- Agelasta newmani White, 1856
- Agelasta nigrolineata Breuning, 1968
- Agelasta nigromaculata Gahan, 1894
- Agelasta nigropunctata (Breuning, 1938)
- Agelasta nigrostictica (Breuning, 1967)
- Agelasta ocellifera (Westwood, 1863)
- Agelasta pardalina Heller, 1924
- Agelasta pardalina subana Heller, 1924
- Agelasta pardalis Breuning, 1974
- Agelasta perakensis Breuning, 1968
- Agelasta perplexa (Pascoe, 1858)
- Agelasta pici Breuning, 1938
- Agelasta postvittata Breuning, 1939
- Agelasta quadrimaculata (Gahan, 1890)
- Agelasta riouensis (Breuning, 1935)
- Agelasta robinsoni Gahan, 1906
- Agelasta rufa (Breuning, 1935)
- Agelasta rufoantennata Breuning, 1982
- Agelasta siamana (Breuning, 1974)
- Agelasta siamensis Breuning, 1956
- Agelasta sikkimensis Breuning, 1963
- Agelasta szetschuanica Breuning, 1967
- Agelasta striata Hüdepohl, 1990
- Agelasta thailandensis Breuning, 1966
- Agelasta tonkinea omeishana Gressitt, 1951
- Agelasta tonkinea palminsulana (Gressitt, 1940)
- Agelasta tonkinea Pic, 1925
- Agelasta transversa Newman, 1842
- Agelasta transversefasciata Breuning, 1936
- Agelasta transversesignata Breuning, 1939
- Agelasta undulata Breuning, 1939
- Agelasta unicolor Breuning, 1962
- Agelasta villosipes Breuning, 1939
- Agelasta yonaguni (Hayashi, 1962)
- Agelasta yonaguni hiroyukii (Fujita, 2023)
- Agelasta yonaguni kashiwaii (Kusama & Takakuwa, 1984)
- Agelasta yonaguni praelongipes (Kusama & Irie, 1976)
- Agelasta yonaguni subkonoi (Breuning, 1964)
- Agelasta yunnana Chiang, 1963
- Agelasta yunnanensis Breuning, 1954